# Lex Mamilia
La Lex Mamilia de coniuratione Iugurthina date de l'an 109 av. J.-C. Elle est votée à l'initiative de Caius Mamilius Limetanus, tribun de la plèbe, qui fait mettre en place une commission, la commission mamilienne, pour juger ceux qui, dans leurs ambassades ou leurs commandements, ont reçu de l'argent du roi numide Jugurtha. Cette loi est votée dans le contexte de l'opposition entre l'aristocratie sénatoriale conservatrice et des tribuns de la plèbe populares héritiers des Gracques.

## Contexte
Avec la mort de Caius Gracchus en 121, la paix civile semble rétablie, mais les évènements des deux dernières décennies vont laisser leurs marques jusqu'à la fin de la République romaine. De très nombreux procès politiques marquent la vie romaine jusqu'à la guerre sociale. L'aristocratie sénatoriale va faire annuler les dispositions agraires prises par les Gracques dans les quinze années qui suivent la mort du cadet des Gracques. La lutte politique est permanente entre une partie de l'aristocratie sénatoriale qui mène une politique anti-gracchienne et une recherche des vieilles valeurs républicaines, avec notamment les Caecilii Metelli et Scaurus, et des populares qui tentent de défendre la politique et reprendre le flambeau des deux frères. Cette lutte revêt souvent des aspects violents.
À la mort du roi numide, Micipsa, en 118, le royaume de Numidie est divisé entre le neveu Jugurtha et les deux fils du roi. En 116, Jugurtha tue le plus jeune fils du roi, Hiempsal et une commission part de Rome afin de diviser le royaume entre Jugurtha et Adherbal. Entre 116 et 110, Jugurtha a manifestement corrompu la majeure partie des envoyés sénatoriaux, dont plusieurs consulaires et probablement le princeps senatus Marcus Aemilius Scaurus,.

## Loi Mamilia
En 109, Caius Mamilius Limetanus est tribun de la plèbe populares et « développe devant le peuple une proposition tendant à ouvrir une enquête contre ceux qui, sur les suggestions de Jugurtha, ont violé les décisions sénatoriales ; qui, dans leurs ambassades et leurs commandements, se sont fait donner de l'argent ; qui ont revendu les éléphants et les déserteurs ; et encore contre ceux qui ont traité avec l'ennemi de la paix et de la guerre ». Cela institue une procédure spéciale d'enquête et de répression.
« À cette proposition ni les complices de ces crimes, ni ceux que font trembler la violente irritation des partis, ne peuvent s'opposer ouvertement : c'eût été avouer que ces procédés et d'autres semblables leur semblent naturels ; mais en secret, par leurs amis et surtout par les Latins et les alliés italiens, ils machinent mille difficultés. Malgré tout, la plèbe, avec une opiniâtreté et une vigueur inimaginables, fait voter la proposition, plus par haine de la noblesse, à laquelle elle prépare ainsi des déboires, que par souci du bien public : tant les partis sont passionnés ! Aussi, alors que la terreur est générale, Marcus Aemilius Scaurus [...] réussit au milieu de l'allégresse populaire, de la débâcle des siens, de l'agitation de toute la ville, à se faire choisir comme un des trois enquêteurs prévus par la loi Mamilia. L'enquête se fait dans l'âpreté et la violence, et ne tient compte que des bruits publics et des passions de la plèbe. Comme jadis la noblesse, la plèbe aujourd'hui prend dans le succès le goût de la démesure. »
Marcus Aemilius Scaurus parvient à être membre du tribunal bien qu'il soit visé par l'accusation, et malgré son rôle, il assure aussi la défense de Lucius Calpurnius Bestia,. 

## Condamnations par la commission mamilienne
La commission condamnera quatre consulaires : Lucius Opimius, chef d'une ambassade corrompue en 116, Caius Porcius Cato, consul en 114 et légat en Numidie vers 111-110, Lucius Calpurnius Bestia, consul en 111 et qui se laisse corrompre pour signer un simulacre de paix et Spurius Postumius Albinus, consul et commandant inactif de la guerre contre Jugurtha en 110,.
Un cinquième personnage est accusé, Caius Sulpicius Galba, questeur en 120 et titulaire d'une grande prêtrise à Rome, probablement l'augurat, auquel on ignore ce qui est reproché. Il est peut-être légat en 111 ou 110 à l'instar de Cato. C'est le frère de Servius Sulpicius Galba, futur consul, et le fils cadet de Servius Sulpicius Galba. Il présente lui-même sa défense, mais il est condamné,. On ne sait pas si Aulus Postumius Albinus, frère de Spurius, que ce dernier a laissé comme propréteur en 110 et qui est piégé et vaincu par Jugurtha, est condamné ou non.
Les chevaliers romains qui composent le jury vengent alors leurs compatriotes tués par les soldats de Jugurtha à Cirta en 112 et les populares prennent une revanche sur l'aristocratie sénatoriale conservatrice qui met à mal les réformes des Gracques. Lucius Opimius paie sans doute aussi là son rôle dans la mort de Caius Gracchus, qu'il a fait exécuter en vertu d'un senatus consultum ultimum voté par les sénateurs.
L'indignation populaire provoquée par le rôle ambigu de l'aristocratie sénatoriale contre Jugurtha permet à des tribuns de la plèbe comme Caius Memmius en 111 et Caius Mamilius Limetanus en 109 de réveiller l'opposition populares en menant campagne contre les conservateurs.

## Lois ultérieures
En 106, le consul Quintus Servilius Caepio, avec l'aide de l'orateur Lucius Licinius Crassus,, fait voter une loi créant des jurys mixtes pour le jugement des gouverneurs provinciaux dans les affaires de concussion, mêlant sénateurs et chevaliers,. La loi de Cépion est probablement une réaction de l'aristocratie sénatoriale à la commission de Mamilius créée en 109.
Cette loi sera abrogée peu après par Caius Servilius Glaucia, qui rétablit des jurys purement équestres, qu'avait institués Caius Gracchus. En 104, un autre tribun de la plèbe, Lucius Cassius Longinus, profitant de la situation politique et des désastres militaires provoqués par des généraux romains conservateurs, tels que Cnaeus Papirius Carbo, Marcus Junius Silanus et surtout Quintus Servilius Caepio, fait voter une loi excluant du Sénat de la République romaine ceux ayant été condamnés dans un procès en amende ou dont le peuple a abrogé le commandement, Cassius s'inspirant là d'une disposition prise par le passé par Caius Gracchus. Un autre tribun de la plèbe, Lucius Appuleius Saturninus, fera condamner notamment Servilius Caepio pour haute trahison en 103.